# Suprema Corte de Justicia de la República Dominicana
La Suprema Corte de Justicia de la República Dominicana (SCJ) es el órgano jurisdiccional superior de todos los organismos judiciales y, ende, la cabeza del Poder Judicial.  
A la SCJ le corresponde la vigilancia administrativa general sobre todos los tribunales, exceptuando el Tribunal Superior Electoral y el Tribunal Constitucional. Tiene su sede en Santo Domingo, capital de la república, en el palacio de la Suprema Corte en el Centro de los Héroes, adyacente al Congreso Nacional.

## Historia

### I. Período Pre Republicano, 1492 - 1844
La más antigua instancia judicial de mayor nivel que registra la historia dominicana es la Real Audiencia de Santo Domingo, creada en 1511 y compuesta por un presidente y tres oidores (jueces). Actuaba como tribunal de apelación, salvo en los llamados "Casos de Cortes" en los cuales litigaba la Corona Española, entonces se constituía en primera instancia, para luego ser llevada al Real Consejo de Indias con sede en Sevilla, con facultades de tribunal de segundo grado. Siglos más tarde, en 1776, se le agregó el cargo de regente con la finalidad de agilizar los procesos y velar por la pronta solución de estos.
Teóricamente al pertenecer República Dominicana a Francia con motivo del Tratado de Basilea, a partir de 1795 se cuenta con un tribunal de casación. Este mismo alto tribunal fue consagrado por la Constitución haitiana de 1801, que rigió por breve tiempo en la República Dominicana. A partir de 1802 y durante la Era de Francia, se tuvo la Academia Imperial como tribunal supremo, con tres oidores españoles y tres jueces franceses.
La Constitución de Cádiz estableció nuevamente la Real Audiencia para conocer de los recursos de nulidad de los asuntos conocidos en apelación por una real audiencia vecina. En el efímero gobierno independiente del Lic. José Núñez de Cáceres, se creó una Corte Superior de Justicia.
A partir de la dominación haitiana en 1822 se volvió a tener un tribunal de casación de carácter nacional, instituido por la Constitución haitiana de 1816 para conocer de los recursos sometidos a su conocimiento pero sin ahondar en ellos. A partir de 1826 comenzaron a tener vigencia los Códigos haitianos basados en la legislación francesa, en materia civil, penal, de comercio, de procedimiento civil y de instrucción criminal. Años después  la Constitución de Haití de 1843, mantuvo la organización judicial encabezada por una Corte de Casación, pero esta Constitución apenas fue conocida en la República Dominicana por el golpe patriótico del 27 de febrero de 1844.

### II. Período Republicano, 1844 - 1908
La Constitución original dominicana votada en San Cristóbal el 6 de noviembre de 1844, consignó entre otras atribuciones de la Suprema Corte de Justicia la facultad de conocer de los recursos de nulidad (casación) contra las sentencias dadas en última instancia por las Cortes de Apelación. Pero también se le atribuyó por la Ley Orgánica Judicial de 1845 el conocimiento del fondo de los asuntos en última y tercera instancia.
La misma Constitución de 1844 confirió competencia a la Suprema Corte de Justicia para velar por la uniformidad de la jurisprudencia, de manera que las sentencias dadas por los tribunales y juzgados que hubieran adquirido la autoridad definitiva de la cosa juzgada pudieran ser examinadas con fines de uniformar la jurisprudencia sin que este fallo aprovechara o perjudicara a las partes litigantes.
Esta disposición se repitió expresamente en todas las reformas constitucionales hasta la de 1877.
Pero la revisión de la Carta Magna en febrero de 1854 suprimió el recurso de nulidad y dejó a la Suprema Corte de Justicia como tribunal de apelación. Esta situación se mantuvo a todo el largo de la vida, desde 1854 hasta 1908, cuando la Suprema Corte de Justicia reconquistó su verdadera función de Corte de Casación. Excepcionalmente en la reforma efectuada en Moca en 1858, se establece la Corte de Casación para conocer sobre la "infracción de fórmulas o violación a la ley", pero la contrarrevolución encabezada por el general Pedro Santana impidió este paso adelante.
En el período de la Anexión a España, 1861 - 1865, se restableció la antigua Real Audiencia que funcionó en la larga época colonial.
Con la Restauración Nacional se volvió al mismo sistema de Corte de Apelación como atribución principal de la Suprema Corte de Justicia.
En la reforma de 1877 y hasta la reforma de 1907, durante todos estos años se le atribuyó expresamente a la Suprema Corte de Justicia la facultad "de declarar cual es la ley vigente, cuando alguna vez se hallen en colisión". La Ley Orgánica Judicial de 1884 dispuso que la Suprema Corte de Justicia "resolverá las consultas que le soliciten los tribunales inferiores, pero nunca antes de éstos dar sentencias".
En el mismo año de 1884 de manera definitiva se aprobaron y se promulgaron, traducidos al español y adecuados a nuestro medio, los Códigos franceses en materia civil, comercial, penal, de procedimiento civil y de procedimiento criminal, que desde 1845 se había ordenado su observación en todo el territorio nacional.
El número de jueces de la Suprema Corte de Justicia ha variado a lo largo del tiempo. En 1844, un Presidente y tres Vocales. Luego a principios de la Segunda República, un Presidente y dos Jueces. En la Carta Magna de 1908, 7 jueces en total. En la Carta Magna de 1963, 9 jueces, aunque por Ley promulgada en 1958 se elevó el número a 11, pero más tarde se redujo nuevamente a 9. Actualmente es de 16 jueces.
Desde la reforma de 1878 (artículo 38) la Suprema Corte de Justicia ha tenido la potestad de tomar la iniciativa en la formación de las leyes que se refirieran a asuntos judiciales. Esta situación nunca ha sido modificada desde entonces y actualmente está vigente a través del artículo 38 de la reforma de 1994.
La reforma de 1908 le atribuyó de manera principal a la Suprema Corte de Justicia las funciones de Corte de Casación. Para ello se promulgó la Ley de Organización Judicial y de Procedimiento de Casación, el 2 de junio de 1908. Dos días después se puso en funcionamiento la nueva Corte de Casación. Tres años más tarde se votó una Ley sobre Procedimiento de Casación, la del 12 de abril de 1911.
La existencia de la pena de muerte como castigo capital para los acusados que así lo merecieran, dio lugar a que la Suprema Corte en pleno formara parte de las Comisiones militares que en virtud del artículo 210 de la Constitución de la República, fueran creadas una en 1847, la cual ordenó el fusilamiento de los hermanos José Joaquín y Gabino Puello, y otra en 1848, que fue más indulgente condenando a penas de reclusión en unos casos y descargo para otros acusados. En ambas oportunidades fueron juzgados por cometer crimen de conspiración contra la seguridad del Estado.
Dada su categoría de Diputado al Congreso Nacional el general Santiago Pérez, acusado del crimen de homicidio en perjuicio del poeta Eduardo Scanlan, por haber cometido este último presunto delito de adulterio con la esposa del general, fue condenado a la pena de muerte por la Suprema Corte de Justicia y posteriormente ejecutado en 1887.

### III. Período Republicano, 1908 - 1994
Con motivo de las nuevas atribuciones de la Suprema Corte de Justicia como Corte de Casación se crearon las Cortes de Apelación de Santo Domingo y Santiago, y poco tiempo después de La Vega. Poco a poco y a través del tiempo se aumentó el número de las Cortes hasta llegar actualmente a nueve, de manera que, posteriormente a las tres originales se crearon sucesivamente las de San Cristóbal, San Pedro de Macorís, San Juan de la Maguana, Barahona, San Francisco de Macorís y Montecristi.
En 1908 se consagró la competencia de la Suprema Corte de Justicia para "decidir en último recurso sobre la constitucionalidad de las leyes, decretos y reglamentos en todos los casos que sean materia de controversia judicial entre partes". El Recurso de Inconstitucionalidad, pero únicamente sobre las leyes, fue establecido en la Carta Magna de 1874, y continuado en la de 1875, pero luego desapareció en las siguientes reformas. Para esos días este recurso se admitía "como decisión particular, fallo razonable que redima a la parte de responsabilidad o perjuicio que pudiera sobrevenirle".
La reforma de 1924 amplió el Recurso de Inconstitucionalidad y esto pasa a tener el carácter "concentrado", al otorgársele por el artículo 61, inciso 5: la facultad de "Decidir en primera y última instancia sobre la constitucionalidad de las leyes, decretos, resoluciones y reglamentos atentatorios a los derechos individuales consagrados por la presente Constitución".
Pero semejante fórmula fue eliminada en la siguiente reforma de 1927, con la finalidad de restablecer el "control difuso", establecido en la de 1908, para lo cual debía haber previamente controversia judicial y en consecuencia poderse admitir el recurso de inconstitucionalidad y no como en 1924 que disponía que el recurso estaba abierto aún en ausencia de litigio. Desde 1927 hasta 1994 este sistema de "control difuso" se mantuvo, es decir un recurso por vía de excepción.
La reforma de 1908 suprimió la pena de muerte por causa de delitos políticos. En la siguiente de 1924 se consagró el principio de la inviolabilidad de la vida y se descartó para siempre la pena de muerte, la que fue sustituida por la pena de trabajos públicos por Ley n.º 64, de 1924 y esta a su vez fue suprimida para convertirla en pena de reclusión, por Ley n.º 224 de 1984.
La vocación presidencial ejecutiva del presidente de la Suprema Corte de Justicia ha sido consagrada en varias cartas sustantivas. En 1878 lo fue en forma interina el Lic. Jacinto de Castro, Presidente de la Suprema Corte de Justicia. En 1970 para garantizar un proceso electoral lo fue el titular Lic. Manuel Ramón Ruiz Tejada y en el período 1982 - 1986 por ausencia del Presidente de la República y por haber fallecido el vicepresidente, lo fue algunas veces interinamente el Dr. Manuel Bergés Chupani.
La Suprema ha mantenido sin ningún tipo de interrupción el "Boletín Judicial" fundado el 31 de agosto de 1910 y que aparece mensualmente hasta nuestros días.
Durante este período se hicieron numerosas modificaciones a los Códigos Civil, Penal, de Comercio, de Procedimiento Civil y de Procedimiento Criminal, y se instituyeron nuevas legislaciones en materia bancaria, de seguridad individual (libertad provisional bajo fianza, habeas corpus, perdón condicional de la pena, régimen penitenciario), trabajo (accidentes y préstamos laborales), seguridad social (jubilaciones, pensiones, asistencia hospitalaria).
Por Ley n.º 25-91 se promulgó la Ley Orgánica de la Suprema Corte de Justicia, dividiéndola en dos Cámaras: una Civil, Comercial y de Trabajo y otra Penal, Administrativa y Constitucional, mediante el artículo 25 se consagró la capacidad del Presidente de la Suprema Corte de Justicia para ser apoderado directamente por querella de parte, fijando audiencia en materia correccional y nombrando un Juez de Instrucción para los fines de la investigación de lugar en caso criminal.

### IV. Período Republicano 1994 - 1998
La reforma constitucional de 1994 resulta trascendental en la vida institucional del Poder Judicial, al consagrarse por el artículo 63 la autonomía administrativa y presupuestaria de este órgano del Estado, más la designación de la Suprema Corte de Justicia por el Consejo Nacional de la Magistratura, presidido por el presidente de la República, o a su falta por el vicepresidente de la República o a falta de ambos por el procurador general de la República y compuesto además por el presidente del Senado y un senador escogido por el Senado que pertenezca a un partido diferente al partido del presidente del Senado; por el presidente de la Cámara de Diputados y un Diputado también escogido por la Cámara que pertenezca a un partido diferente al partido del Presidente de dicho estamento; el presidente de la Suprema Corte de Justicia y un Juez de la misma Suprema Corte de Justicia escogida por ella, quien fungirá como Secretario.
Designada así la Suprema Corte de Justicia, corresponde a esta elegir los Jueces de la Corte de Apelación, del Tribunal de Tierras, de los Juzgados de Primera Instancia, los Jueces de Instrucción, los Jueces de Paz y sus suplentes, los Jueces del Contencioso Tributario y los demás Jueces de cualesquiera otros tribunales del orden judicial creados por la ley y los cargos administrativos que sean necesarios para que el Poder Judicial cumpla cabalmente con sus atribuciones y finalmente todos los funcionarios y empleados que dependan del Poder Judicial, que como todos los sueldos y remuneraciones de todo el tren judicial y su personal administrativo.
Desde 1844 hasta esta reforma de 1994, los nombramientos de todos los jueces del Poder Judicial estaban a cargo originalmente por el Consejo Conservador y luego por el Senado de la República, dentro del sistema bicameral legislativo o por el Senado consultor, la Cámara Legislativa o el Congreso Nacional en los años en que reinó el sistema unicameral. Por Ley n.º 156-97 el número de jueces de la Suprema Corte de Justicia fue elevado a 16 (diez y seis), un Presidente y tres cámaras identificadas como, Primera (Civil), Segunda (Penal) y Tercera (Tierra, Laboral, Contencioso Administrativo y Contencioso Tributario).
La misma reforma de 1994 restableció el "control concentrado", de la constitucionalidad como atribución de la Suprema Corte de Justicia, en materia de leyes y a instancia dicho recurso del Poder Ejecutivo, de uno de los Presidentes de las Cámaras o parte interesada. Este recurso de carácter "erga ormes" no cierra el camino tradicional del recurso de inconstitucionalidad por la vía de excepción, "control difuso".
De acuerdo con el arriba mencionado artículo 63 de la misma Constitución de 1994 la ley reglamentaría la Carrera Judicial y el régimen de jubilaciones y pensiones de los jueces, funcionarios y empleados del orden judicial. Por otra parte consignó que las funciones judiciales son incompatibles con otro cargo o empleo público salvo la docencia y cargos honoríficos; y sino también declaró que los jueces son inamovibles, salvo suspensión o destitución por la Suprema Corte de Justicia, en la forma que determine la ley.

## Composición

### Número de Miembros
La ley 25-91 establecía que el Número de miembros de la corte sería 11 Jueces, pero más tarde se promulgó la ley 156-97 que establece el número en 16 Jueces, incluyendo al Juez Presidente. Cuando la Suprema Corte sesione en pleno el quórum mínimo será de 12 jueces. El número actual es de 17 según la Ley 242-11, que establece un Juez sin funciones jurisdiccionales sino administrativas, fijo en el Consejo del Poder Judicial, que es el órgano de administración de la Suprema Corte de Justicia.

### Elección y Nombramiento
Los Jueces de la Suprema Corte de Justicia son elegidos mediante un Órgano especial denominado Consejo Nacional De la Magistratura, siendo la elección de jueces de la corte su única atribución. El Consejo hace las propuestas de candidaturas a jueces de la suprema corte de justicia. Luego llamara a los candidatos con el fin de evaluarlos en los aspectos que juzgue convenientes. Depuradas las Candidaturas, se procede a la elección y los favorecidos serán juramentados por el consejo y convocados al efecto. En caso de Muerte, inhabilitación o retiro de algún juez de la Suprema Corte, el Consejo Nacional de la Magistratura podrá reunirse siguiendo los procedimientos trazados por la ley.

### Requisitos
Los requisitos para ser Juez de la Suprema corte son: 
1) Ser dominicana o dominicano de nacimiento u origen y tener más de treinta y cinco años de edad; 
2) Hallarse en pleno ejercicio de los derechos civiles y políticos; 
3) Ser licenciado o doctor en Derecho; 
4) Haber ejercido durante por lo menos doce años la profesión de abogado, la docencia universitaria del derecho o haber desempeñado, por igual tiempo, las funciones de juez dentro del Poder Judicial o de representante del Ministerio Público. Estos períodos podrán acumularse.

## Composición Actual
| Orden           | Nombre                                        | Nombrado por                        | Ingreso                 | Universidad |
| --------------- | --------------------------------------------- | ----------------------------------- | ----------------------- | ----------- |
| Juez Presidente | Luis Henry Molina Peña                        | Consejo Nacional de la Magistratura | 5 de abril de 2019      | UASD        |
| Jueza           | Nancy Idelsa Salcedo de De Moya               | Consejo Nacional de la Magistratura | 5 de abril de 2019      | PUCMM       |
| Juez            | Samuel Amaury Arias Arzeno                    | Consejo Nacional de la Magistratura | 5 de abril de 2019      | UNPHU       |
| Jueza           | Vanessa Elizabeth Acosta Peralta              | Consejo Nacional de la Magistratura | 5 de abril de 2019      | UNPHU       |
| Juez            | Anselmo Alejandro Bello Ferreras              | Consejo Nacional de la Magistratura | 5 de abril de 2019      | UASD        |
| Juez            | Francisco Antonio Jerez Mena                  | Consejo Nacional de la Magistratura | 5 de abril de 2019      | UCE         |
| Juez            | Napoleón Ricardo Estévez Lavandier            | Consejo Nacional de la Magistratura | 5 de abril de 2019      | UASD        |
| Jueza           | María Gerinelda de los Reyes Garabito Ramírez | Consejo Nacional de la Magistratura | 5 de abril de 2019      | UCE         |
| Juez            | Justiniano Montero Montero                    | Consejo Nacional de la Magistratura | 5 de abril de 2019      | UASD        |
| Juez            | Rafael Vásquez Goico                          | Consejo Nacional de la Magistratura | 5 de abril de 2019      | UNIREMHOS   |
| Juez            | Moisés Alfredo Ferrer Landrón                 | Consejo Nacional de la Magistratura | 21 de julio de 2017     | UASD        |
| Juez            | Blas Rafael Fernández Gómez                   | Consejo Nacional de la Magistratura | 21 de julio de 2017     | PUCMM       |
| Jueza           | Pilar Jiménez Ortiz                           | Consejo Nacional de la Magistratura | 21 de julio de 2017     | UASD        |
| Juez            | Manuel Alexis Read Ortiz                      | Consejo Nacional de la Magistratura | 21 de julio de 2017     | UASD        |
| Juez            | Francisco Antonio Ortega Polanco              | Consejo Nacional de la Magistratura | 3 de agosto de 2012     | UNPHU       |
| Juez            | Manuel Ramón Herrera Carbuccia                | Consejo Nacional de la Magistratura | 22 de diciembre de 2011 | PUCMM       |
| Juez            | Fran Euclides Soto Sánchez                    | Consejo Nacional de la Magistratura | 22 de diciembre de 2011 | UASD        |

## Funcionamiento

### División en Cámaras
La Suprema Corte de Justicia se dividirá en tres (3) Cámaras que se identificarán como Primera Cámara, Segunda Cámara y Tercera Cámara de la Suprema Corte de Justicia. Cada Cámara estará compuesta por cinco (5) jueces, nombrados por el pleno de la Suprema Corte de Justicia, a propuesta de la última.
Al elegir los jueces de cada Cámara, el pleno de la Suprema Corte de Justicia, a pro- puesta de su Presidente, dispondrá cuál de ellos ocupará la Presidencia de la misma. Encaso de falta o impedimento del Presidente de una Cámara, desempeñará esas funciones el juez, integrante de la misma, de mayor edad. Sin embargo, el presidente de la Suprema Corte de Justicia, cuando lo juzgue conveniente, presidirá cualquiera de dichas Cámaras 
Cada Cámara podrá integrarse con tres (3) de sus miembros, y en este caso las decisiones deberán ser adoptadas a unanimidad. Sin embargo, cuando un recurso de casación sea conocido sólo por tres (3) jueces, podrá ser fallado por la totalidad de los jueces integrantes de una u otra Cámara, siempre que el presidente de la misma dicte un Auto, mediante el cual llame a dichos jueces a unirse a la deliberación y fallo del asunto de que se trate. En este caso, la decisión deberá ser adoptada por mayoría de votos.
La Primera Cámara tendrá competencia para conocer y fallar los recursos de casación que se interpongan por primera vez, en materia Civil y Comercial. La Segunda Cámara será competente para conocer y fallar los recursos de apelación en materia penal, atribuidos a la Suprema Corte de Justicia, siempre que no sean de los que conoce esta última como jurisdicción privilegiada. Asimismo, tendrá competencia la Segunda Cámara para conocer y fallar los recursos de casación que se interpongan por primera vez en materia penal.
La Tercera Cámara será competente para conocer y fallar los recursos de casación que se interpongan por primera vez, en materia de tierras, laboral, contencioso-administrativo y contencioso-tributario.